# Zatoka Hawańska
Zatoka Hawańska (hiszp. Bahía de la Habana) – zatoka u północno-zachodniego wybrzeża Kuby, jedno z największych estuariów na wyspie, odnoga Zatoki Meksykańskiej. Zajmuje powierzchnię 5,2 km², średnia głębokość wynosi 10 m. Powierzchnia zlewiska – około 68 km². Nad zatoką położona jest stolica Kuby, Hawana.
Zatoka jest osłonięta od otwartego morza, połączona z nim jedynie przez wąską cieśninę, dzięki czemu stanowi naturalną przystań dla statków. Za jej sprawą Hawana rozwinęła się począwszy od XVI wieku jako jeden z najważniejszych portów hiszpańskiego imperium kolonialnego. Wejścia do zatoki strzegły ulokowane na obu brzegach forty: Castillo del Morro, Castillo de La Punta, Castillo de la Real Fuerza oraz Fortaleza de La Cabaña. Położony nad zatoką port w Hawanie pozostaje największym na Kubie; obsługuje około połowę przybywających do kraju statków. 